# 赖夫尔 (科罗拉多州)
赖夫尔（英語：Rifle）是美国科罗拉多州加菲尔县下属的一座城市。建市于1905年8月18日，面积大约为5.672平方英里（14.691平方公里）。根据2010年美国人口普查，该市有人口9,172人。2011年估计该市有人口9,172人，相比2010年人口增长率为0.00%。同时，论人口该市是科罗拉多州第48大城市。